# Balegundi, Sagar
Balegundi là một làng thuộc tehsil Sagar, huyện Shimoga, bang Karnataka, Ấn Độ.